# بانو أفار
بانو أفار (بالتركية: Banu Avar)‏ (18 يوليو 1955 ، أسكى شهير، تركيا)، كاتبة تركية، صحفية، منتجة ومقدمة برامج.

## حياتها المهنية

### 1980-1985: عقد الثمانينات
بدأت عملها في الصحافة في مجلة (فترة). عملت كمراسلة لصحف الوطن والعالم والصباح. حصلت على الماجستير من جامعة لندن سيتي. وبينما كانت تعمل في راديو القسم التركي بمركز بي بي سي بلندن، انضمت إلى العمل في هيئة الإذاعة البريطانية.
وبعد ذلك عملت كمراسلة لقناة تي ار تي بلندن. وقد استمر عملها كمراسلة بلندن في السنوات الأولى لبرنامج لمدة اثنين وثلاثون يوما نشر وأذيع في تي ار تى. وقد حصلت على وظيفة كباحثة، ومنتجة في الأفلام الوثائقية، والديمقراطية بقبرص. واعتبارا من عام 1985 فقد عملت كمنتجة ومخرجة.

### الفترة1999-2010
وفي عام 1999 فقد بدأت العمل بالإنتاج، والأخراج، وتقديم البرامج المختلفة الموسيقية، والفنية، في قنوات تي ار تي 1، وتي ار تي 2 . وبالأضافة إلى ذلك فقد تولت وظيفة الإنتاج بتركيا وذلك عن طريق إنتاج الأفلام الوثائقية مثل: القيصر ، حرب القرم ، اللعبة العظمى ، تروى ، وعرضوا بعد ذلك في بي بي سي.
وفي عام 1999 أسست القسم الوثائقي في التلفزيون. وحتى عام 2004 فقد وقعت العديد من الأعمال الوثائقية. وفي عام 2004 بعد إغلاق القسم الوثائقي بالتلفزيون، انفصلت عن وظيفتها، وبدأت بالعمل على إنتاج وإخراج برنامج وثائقي إخباري آخر في قناة تي آر تي 1.
وقد رفضت طلب حضورها للأفلام الوثائقية التي يقيمها القنصل العام الإسرائيلي، وبعد ذلك فقد قررت عمل برنامج تلفزيونى في تلفزيون الدول الأوربية الاسيوية.
وقد عرف اسم البرنامج باسم (النظام العالمى مع بانو أفار). وأول برنامج تم عرضه في يوم 25 فبراير في تمام الساعة 21:45 يوم السبت.
وقد قامت بتقديم برنامج جديد على هذا الشكل: هذه المرة نقدم شروط ضيقة للغاية، وقد عرف البرنامج باسم (بين الحدود). ولكن في بداية العمل، قالت سوف ألتقى بكم من اجل توثيق المعلومات الوثائقية التي معكم.
وقد قامت بانو أفار بتقديم مقال صحفى على موقع زايتونج (Zaytung.com)، وقد قامت بالاعتراف بحقيقة ان البرنامج الصحفى الذي قدمته هو من أكبر الاخطاء في حياتها.

### الأفلام
| العام                | القسم                                                | الدور              | ملحوظات                |
| -------------------- | ---------------------------------------------------- | ------------------ | ---------------------- |
| 1990                 | البحر                                                |                    |                        |
| مايو 1999-يناير 2000 | الموسيقى حياتي                                       |                    |                        |
|                      | قصص معيشة رجال الموسيقى المهمين                      |                    | تتكون من 15 جزء        |
| 2000                 | العيش مع الزلازل                                     |                    | تتكون من 10 أجزاء      |
| 2000                 | السنين التي لا تنسى                                  |                    |                        |
| 2000-2001            | معلومات الصيادين                                     |                    |                        |
| 2000-2001            | التاريخ الصيادين بتركيا بدعم من قوات البحرية التركية |                    |                        |
| 2000-2001            | يوم وتاريخ رياضة وتجارة البحر، القوات البحرية        |                    | تتكون من 9 أجزاء       |
| 2000-2001            | العشاق الأتراك                                       |                    |                        |
| 2002                 | أفغانستان: اعلان عشق الجبابرة                        |                    |                        |
| 2002                 | اوهرى اوهرى الجميل                                   |                    |                        |
| 2002                 | يكفى نحن                                             |                    |                        |
| 2002                 | اسم الذهب: سوريا                                     |                    |                        |
| 2003                 | بعض الاوقات في قبرص                                  |                    |                        |
| 2003                 | السنوات المنسية                                      |                    | والتي بدأت في عام 2000 |
| 2004                 | الفنان السياسى في ذلك الوقت: يضا هيدار أليف          |                    |                        |
| 2004                 | بين الحدود                                           | نشرت على أربع فصول |                        |
| 2009                 | نظام العالم مع بانو أفار                             |                    |                        |

## الكتب
-بين الحدود: قوة المستقبل من الحزن لأوراسيا، من البلقان إلى التربة، 397 أس، 2008 ، رمزى للنشر، طباعة 975-293-458-7
-أيهما أوروبا؟ 416 أس، 2008 ، منشورات تروفا، طباعة 994-421-225-0
-الأوراسلى، 392 أس، 2009 ، منشورات رمزى، طباعة 975-141-328-4
-الفجوة والبلع، 2009 ، منشورات رمزى، طباعة 975-141-314-7
-أيهما النظام العالمى، 160 أس، 2009 ، منشورات رمزى، طباعة 975-141-365-9
-تجنب، الديمقراطية قادمة، 160 أس، 2011 ، منشورات رمزى، طباعة 975-141-466-3
-مشاريع الديمقراطية، 80 أس، منشورات المعلومات، طباعة 975-996-123-7
-اليوم، هو اليوم، 352 أس، 2013 ، منشورات رمزى، طباعة 9789751415332

## الجوائز
-جامعة عثمان غازى، أسكى شهير، مجمع اللغة والتاريخ، جائزة برنامج التلفزيون للعام، 2005
-اتحاد الكتاب الأتراك، جائزة البرنامج التلفزيون العالمى، 2005
-جائزة الخدمة، 2005
-جائزة الاخبار بالتلفزيون لجمعية الصحفيين المعاصريين 2006
-مبادئ جامعة البحر الأبيض المتوسط، مركز التطبيق والبحوث بتاريخ الثورة (جائزة المساهمين بمبادئ أتاتورك) (2006-2007)
-ردايو كولتور بجامعة أسطنبول، بكلية الفنون والتصميم (جائزة قلب المرأة) (2006)
-لقب الدكتوراة الفخرية لبانو أفار بجامعة يادبتيه (20 أبريل 2007)

## وصلات خارجية
* الموقع الرسمي
- بانو أفار في تويتر
- Banu Avar ile Küreselleşme, Medya ve Türkiye Politik Akademi